# 香班哈日根牧场
香班哈日根牧场，是中华人民共和国新疆维吾尔自治区博尔塔拉蒙古自治州博乐市下辖的一个乡镇级行政单位。

## 行政区划
香班哈日根牧场下辖以下地区：
夏尔津农业队、香班农业队、二阶台农业队和牧业队。